# Joe Farman
Joe Farman, CBE, é um Inglês geofísico que descobriu  o buraco da camada de ozônio em cima da over Antártida.  Seus resultados foram publicados em 16 de maio, de 1985.